# Снігур Євгенія Валеріївна
Євге́нія Вале́ріївна Снігу́р (* 1984) — українська легкоатлетка-бігунка з бар'єрами — 60 і 100 метрів. Майстер спорту України міжнародного класу.

## З життєпису
Народилася 1984 року в місті Біла Церква. Представляла команду Харківської області.
На Чемпіонаті світу з легкої атлетики серед юнаків-2001 була четвертою.
На Чемпіонаті Європи з легкої атлетики серед юніорів-2003 — шоста. На Чемпіонаті України з легкої атлетики-2003 в складі команди здобула бронзову нагородк — вона та Оксана Кайдаш, Юлія Семенова і Станіслава Пугачова.
На Чемпіонаті Європи з легкої атлетики серед молоді-2005 — десята позиція. Переможниця Чемпіонату України з легкої атлетики-2005 й 2006 років та Всеукраїнських літніх спортивних ігор-2007 — 100 метрів з бар'єрами.
На Літній Універсіаді-2007 — бронза. На Чемпіонаті світу з легкої атлетики-2007 — 21 позиція.
Переможниця Всесвітніх ігор військовослужбовців-2007.
Переможниця Кубка Європи з легкої атлетики-2008. На Чемпіонаті світу з легкої атлетики в приміщенні-2008 — шоста.
Учасниця Літніх Олімпійських ігор-2008.
На Чемпіонаті світу з легкої атлетики в приміщенні-2010 — 18-те місце; Чемпіонаті Європи з легкої атлетики-2010 — п'ята сходинка.
На Всесвітніх іграх військовослужбовців-2011 здобула бронзову нагороду.